# هالك وقوة فريق العدالة (مسلسل)
هالك وفريق القوة الخارقة (بالإنجليزية: Hulk and the Agents of S.M.A.S.H.)‏ مسلسل رسوم متحركة أمريكي من إنتاج مارفل للرسوم المتحركة. بدأ عرضه في 11 أغسطس 2013 على قناة ديزني إكس دي (الولايات المتحدة)، ويتألف حاليًا من موسمين و52 حلقة وفي 3 أبريل 2016 على قناة إم بي سي 3.

## القصة
يتحدث المسلسل عن الرجل الأخضر الكبير «هالك» الذي يحاول إقناع الناس أنه مع الخير ويحارب الأشرار من أجل العالم مع فريقه الخاص «هالك الأحمر»، «ريك»، «سكار»، وبمساعدة «الرجل الحديدي» ضد القائد الذي يحاول غزو الأرض.

## وصلات خارجية
- هالك و قوة فريق العدالة على موقع IMDb (الإنجليزية)
- هالك و قوة فريق العدالة على موقع روتن توميتوز (الإنجليزية)
- هالك و قوة فريق العدالة على موقع فيلمافينيتي (الإسبانية)
- هالك و قوة فريق العدالة على موقع كينوبويسك (الروسية)
- هالك و قوة فريق العدالة على موقع ألو سيني (الفرنسية)
- هالك و قوة فريق العدالة على موقع قاعدة بيانات الفيلم (الإنجليزية)